# Dianmachaerota
Dianmachaerota is een geslacht van halfvleugeligen uit de familie Machaerotidae. De wetenschappelijke naam van dit geslacht is voor het eerst geldig gepubliceerd in 2009 door Nie & Liang.

## Soorten
Het geslacht Dianmachaerota  is monotypisch en omvat slechts de volgende soort:
- Dianmachaerota serratiphalla Nie & Liang, 2009